# トゥライヤカパン
トゥライヤカパン（Tlayacapan）
は、メキシコのモレロス州にある自治体。
メキシコ政府観光局(SECTUR)（スペイン語: Secretaría de Turismo (México)）
によりプエブロ・マヒコとして選出された観光地。